# Aeródromo Mansel
El Aeródromo Mansel (OACI: SCMN) es un terminal aéreo ubicado cerca de Paine, en la Provincia de Maipo, Región Metropolitana de Santiago, Chile. Es de propiedad pública.